# Eddie Howe
Edward John Frank "Eddie" Howe (Amersham, 29 november 1977) is een Engels trainer en voormalig voetballer die het grootste deel van zijn spelerscarrière bij Bournemouth doorbracht. In november 2021 werd Howe aangesteld als trainer van Newcastle United.

## Spelerscarrière
Howe brak door als professioneel voetballer bij Bournemouth, nadat hij voor de lokale amateurclub Rossgarth gespeeld had. In december 1995 debuteerde de verdediger in een wedstrijd tegen Hull City. In 1998 speelde hij met Engeland -21 op het Toulon Espoirs-toernooi.
In maart 2002 werd Howe de eerste aanwinst van Portsmouth onder de nieuwe manager, Harry Redknapp. Tijdens zijn debuutwedstrijd, tegen Preston North End, raakte hij geblesseerd aan zijn knie en hij miste de rest van zijn seizoen. Tijdens zijn rentree in de openingswedstrijd van het seizoen 2002/03, tegen Nottingam Forest, kreeg hij opnieuw een knieblessure en ook het gehele seizoen kon hij niet meespelen.
In maart 2004 werd de verdediger verhuurd aan Swindon Town, maar voor deze club zou hij nooit spelen. In de zomer van dat jaar werd Howe gehuurd door Bournemouth, zijn oude club. Daar bleef hij blessurevrij en Bournemouth wilde hem graag behouden. Omdat er geen geld was, creëerden de fans "Eddieshare" en werd het benodigde bedrag van eenentwintigduizend pond opgehaald om aan de transfersom te voldoen. Na nog meer dan vijftig wedstrijden voor Bournemouth gespeeld te hebben, hing Howe zijn voetbalschoenen in 2007 aan de wilgen.

## Trainerscarrière

### Bournemouth
Nadat hij op negenentwintigjarige leeftijd gestopt was als voetballer, werd Howe coach van de reserves van Bournemouth. Toen manager Kevin Bond werd ontslagen in september 2008, verloren Howe en Rob Newman hun baan als assistent, al keerde Howe onder de opvolger van Bond, Jimmy Quinn terug als jeugdtrainer. Nadat Quinn in december van dat jaar ook ontslagen was, nam Howe op interimbasis de taken over.
De toen eenendertig jaar oude Howe werd hiermee de jongste manager in het Engelse professionele voetbal ooit. Zijn eerste twee wedstrijden gingen verloren, maar alsnog kreeg hij een vaste aanstelling aan het einde van de maand. Howe behoedde Bournemouth voor degradatie en in november 2009 wees hij een aanbod af van Peterborough United om daar de opvolger van Darren Ferguson te worden. Op 24 april 2010 werd met 1–0 gewonnen van Burton Albion en door deze overwinning werd promotie naar de League One afgedwongen.
Begin 2011 waren diverse clubs geïnteresseerd in de diensten van Howe, maar de manager verklaarde op 11 januari niet te willen vertrekken bij Bournemouth. Drie dagen later, op 14 januari, maakte hij echter de overstap naar Burnley. Zijn honderdste wedstrijd als manager van Bournemouth, tegen Colchester United (2–1 nederlaag), werd ook zijn laatste.

### Burnley
Op 16 januari 2011 ondertekende Howe een contract voor drieënhalf jaar bij het in het Championship uitkomende Burnley, waar hij de opvolger werd van Brian Laws. De eerste wedstrijd onder leiding van de nieuwe manager was op 22 januari 2011, toen met 0–0 gelijkgespeeld werd op bezoek bij Scunthorpe United. In het seizoen 2010/11 eindigde Burnley achtste in het Championship en de jaargang erop besloot de club de competitie op een dertiende plaats.
Begin oktober 2012 werd Howe gelinkt aan zijn oude club Bournemouth, waar manager Paul Groves ontslagen was. Hij weigerde commentaar te geven over de geruchten. Een week later werd er een aanbieding gedaan voor de manager, maar Burnley noemde het 'ongevraagd en ongewild verzoek' en wees de aanbieding van de hand. Een dag later verkaste hij alsnog naar Bournemouth, naar eigen zeggen 'om persoonlijke redenen'.

### Terugkeer bij Bournemouth
Op 12 oktober 2012 ondertekende Howe een verbintenis bij Bournemouth, de club die hij anderhalf jaar daarvoor verlaten had. Hij trad aan als vervanger van Lee Bradbury. Na zijn eerste volledige maand werd hij verkozen tot 'Manager van de maand', door drie keer te winnen en twee keer gelijk te spelen. Aan het einde van het seizoen 2012/13 werd promotie naar het Championship werkelijkheid door een tweede plaats achter kampioen Doncaster Rovers. In het eerste seizoen van Bournemouth onder Howe in het Championship werd een tiende plaats behaald, zes punten onder de plaatsen voor play-offs.
Op 27 april 2015 bereikte Howe zijn derde promotie met Bournemouth. Na een 3–0 overwinning op Bolton Wanderers was promotie nog niet officieel zeker. Tenzij nummer drie Middlesbrough negentien doelpunten verschil in zou halen, promoveert Bournemouth voor het eerst in de clubgeschiedenis naar de Premier League. Na de wedstrijd sprak Howe lovend over de fans: "Zij zouden mij niet moeten bedanken, ik zou hen moeten bedanken. Dit is een familieclub en het verdient een plek in de spotlights." Op 2 mei won Bournemouth met 0–3 van Charlton Athletic, waarmee de titel in het Championship werd gepakt.
Op 26 juli 2020, de laatste speeldag van het seizoen 2019/20, degradeerde Bournemouth na vijf seizoenen op het hoogste niveau weer naar de Championship. The Cherries wonnen weliswaar met 3-1 van Everton, maar het gelijkspel van rechtstreekse concurrent Aston Villa tegen West Ham betekende dat Bournemouth alsnog bij de laatste drie eindigde. Als gevolg van de degradatie maakte Howe op 1 augustus bekend de club te verlaten, na er meer dan 450 wedstrijden aan het roer te hebben gestaan.

### Newcastle United
Begin november 2021 werd Howe aangesteld als hoofdtrainer van Newcastle United met een contract tot medio 2024 door de nieuwe eigenaar, een Saudisch consortium. Een maand eerder had deze de club overgenomen en niet veel later werd de toenmalige trainer Steve Bruce ontslagen. Op het moment van de aanstelling van Howe stond Newcastle voorlaatste in de Premier League met vijf punten en geen enkele gewonnen wedstrijd. Het lukte de trainer om met Newcastle in de Premier League te blijven. 
Aan het begin van het seizoen 2022/23 werd de verbintenis van Howe opengebroken en verlengd tot medio 2027. Howe werd verkozen tot Manager van de maand over de maand oktober. The Magpies stonden op dat moment op de derde plaats in de Premier League.

## Erelijst
| Competitie     |            |            |            |            |
| Competitie     | Aantal     | Jaren      |            |            |
| Als speler     | Als speler | Als speler | Als speler | Als speler |
| Portsmouth     | Portsmouth | Portsmouth | Portsmouth | Portsmouth |
| -------------- | ---------- | ---------- | ---------- | ---------- |
| First Division | 1          | 2002/03    |            |            |
| Als trainer    |            |            |            |            |
| Bournemouth    |            |            |            |            |
| Championship   | 1          | 2014/15    |            |            |